# لويس ميغيل سانشيز سيرو
لويس ميغيل سانشيز سيرو (بالإسبانية: Luis Miguel Sánchez Cerro)‏ وكان أحد كبار ضباط الجيش ورئيس البيرو في الفترة 1931-1933 ؟ ولد12 أغسطس من سنة 1889 وتوفي في أبريل سنة 193. انقلب على الرئيس أوغسطو ليغويا في 22 أغسطس عام 1930 وكان برتبة مقدم.
عين مانويل ماريا بونس رئيسا مؤقتا بعد استقالة ليغويا لحين اختيار سانشيز في 27 أغسطس. توفي من جراء محاولة اغتيال جرت في 30 أبريل من سنة 1833 أثناء عرض عسكري.